# ارين نوروود
ارين نوروود (بالإنجليزية: Warren Norwood)‏‏ (1945 - 3 يونيو 2005 في ويذرفورد) روائي، وكاتب خيال علمي من الولايات المتحدة.

## الجوائز
- ميدالية النجمة البرونزية
- وسام القلب الأرجواني